# Daniel Jimenez
Daniel Jimenez (né le 14 avril 1988 à Benque Viejo del Carmen au Belize) est un joueur de football international bélizien, qui évolue au poste d'attaquant.

## Biographie

### Carrière en sélection
Daniel Jimenez reçoit sa première sélection en équipe du Belize le 26 mars 2008, contre Saint-Christophe-et-Niévès (match nul 1-1).
Il inscrit son premier but avec le Belize le 18 janvier 2011, contre le Nicaragua (match nul 1-1). Il marque son second but le 17 juillet 2011, contre Montserrat (victoire 3-1).
Il dispute trois matchs lors des éliminatoires du mondial 2010, six matchs lors des éliminatoires du mondial 2014, et enfin huit lors des éliminatoires du mondial 2018.
Il participe avec l'équipe du Belize à la Gold Cup 2013, organisée aux États-Unis.

## Palmarès
| Belize Defence Force - Championnat du Belize (2) : - Champion : 2010 (Clôture) et 2010 (Ouverture). |  | Police United - Championnat du Belize (2) : - Champion : 2013 (Clôture) et 2015 (Ouverture). - Vice-champion : 2014 (Clôture) et 2014 (Ouverture). |